# And Be No More
And Be No More (englisch Und sei nicht mehr) ist ein Instrumentalmusik-Album der belgischen Funeral-Doom-Band Until Death Overtakes Me.

## Geschichte
Mit And Be No More knüpfte Stijn van Cauter im Schaffen von Until Death Overtakes Me an der Idee von Flow of Infinity an. Zentral stünden bei der Veröffentlichung von Alben der Instrumentalmusik Klänge oder Atmosphären anstelle von Konzeptalben. Entsprechend frei gestaltete sich das Album ohne sich zu bemühen einem Text Ausdruck zu verleihen oder einem übergeordneten Konzept zu folgen. Ganz Verderbt, mit einer Länge von 51:31 Minuten, ist eine instrumentale Interpretation des Stückes Durch Adams Fall ist ganz verderbt in der Fassung von Johann Sebastian Bach.

## Albuminformationen

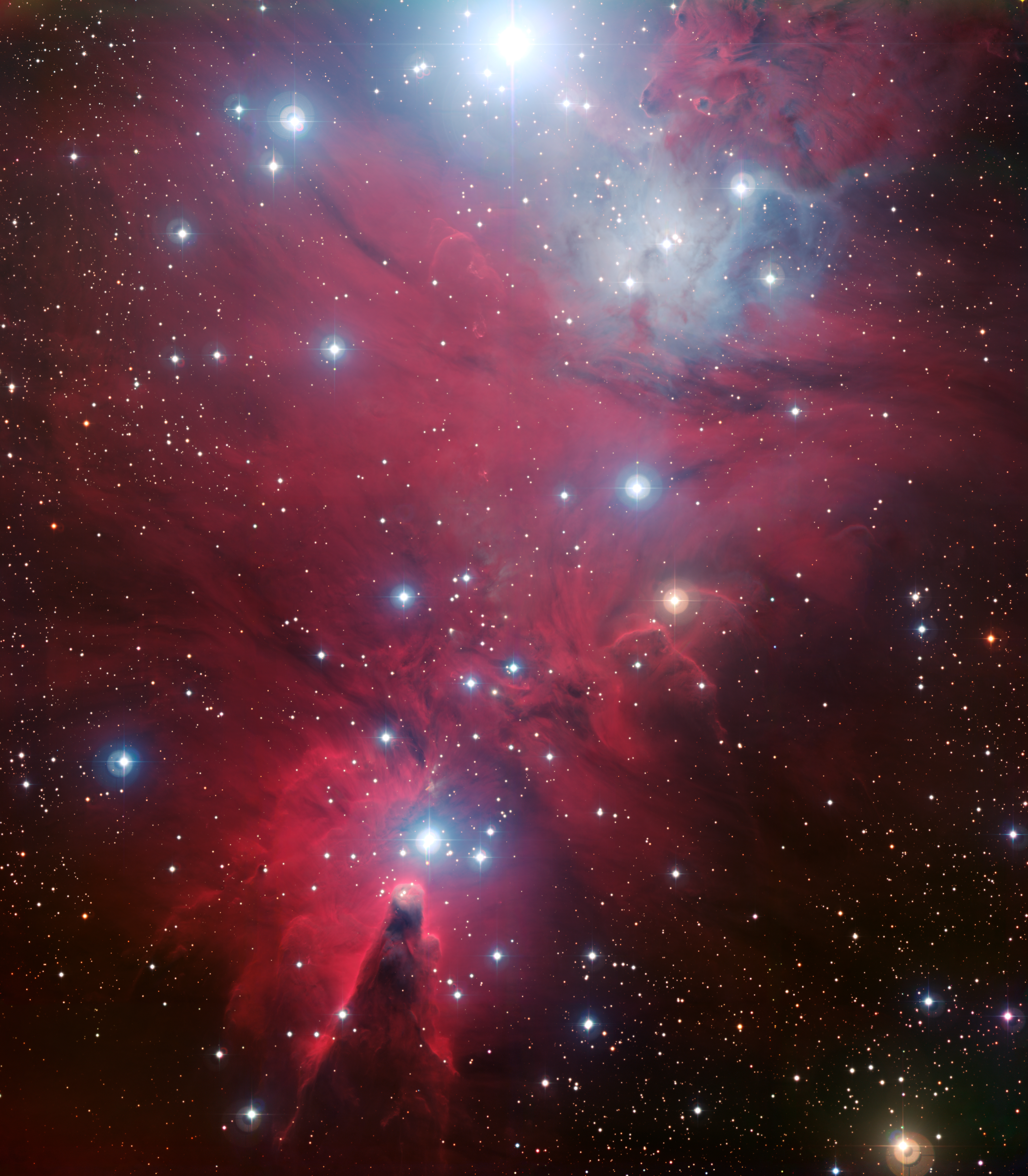
Der Hintergrund des Covers weist deutliche Ähnlichkeit zu astronischen Aufnahmen wie jener von NGC 2264 auf

And Be No More wurde am 14. Mai 2020 als neuntes Studioalbum und zweites Instrumental-Album von Until Death Overtakes Me veröffentlichte.

### Titelliste
1. Through the Mists of Time: 17:10
2. The Astral Gate Opens: 24:12
3. I Must Go Hence: 18:44
4. Ganz Verderbt: 51:31

### Umfang und Gestaltung
Van Cauter gab das Album als Musikdownload über Bandcamp als Veröffentlichung seines Labels Void Overflow mit 4 Titeln und einer Spieldauer von 111:37 Minuten heraus. Er erläuterte bereits zum vorausgegangenen Instrumental-Album, dass er das Album, obwohl als Download veröffentlicht, als Doppel-Album, mit drei Titeln auf der ersten und einem auf der zweiten CD, arrangierte um den Hörern der Musik das Erstellen von physischen Kopien bei Bedarf zu ermöglichen. In der zur Verfügung gestellten Print-On-Demand-Variante gab er die Option das Album in einem Jewelcase oder in einer DVD-Hülle mit entsprechender Aufbereitung zu erwerben. Die Gestaltung übernahm van Cauter selbst. Das Cover zeigt den Schattenriss einer Figur mit vier Armen, in Analogie zum vitruvianischen Mensch von Leonardo da Vinci, vor einem farbigen Sternennebel.

### Stil
Anders als die Mehrheit der Veröffentlichungen von Until Death Overtakes Me ordnet sich And Be No More der Instrumentalmusik im Spektrum zwischen dem Band-üblichen Gitarrenspiel des Funeral Doom und dem Keyboard- und Synthesizer-Arrangements des Ambient unter. Das rein instrumentale Album sei dabei deutlich am Ambient angelehnt und auf die Wahrnehmung von Feinheiten und Nuancen hin ausgerichtet.

## Wahrnehmung
Das Album wurde wenig jedoch betont positiv rezensiert. Die Musik komme einer Meditationsmusik „mit einer überraschend mitreißenden Intensität“ gleich und erweise sich als „spacige Erfahrung“.